# Veljko Nikolić
Veljko Nikolić (in serbo Вељко Николић?; Belgrado, 29 agosto 1999) è un calciatore serbo, centrocampista dell'Arīs Limassol.

## Caratteristiche tecniche
È un centrocampista offensivo.

## Carriera
Cresciuto nel settore giovanile dell'OFK Belgrado, ha esordito in prima squadra il 27 agosto 2016 giocando l'incontro di Prva Liga Srbija perso 2-0 contro il ČSK Pivara. Il 4 ottobre 2016 è stato acquistato dalla Stella Rossa per 80.000 euro più una percentuale sulla futura rivendita, in seguito rimossa. Inizialmente inserito nella squadra giovanile, ha trascorso la stagione 2018-2019 in prestito al Grafičar Belgrado dove ha segnato 12 reti in 36 presenze nella terza serie serba.
Ha debuttato in SuperLiga il 23 novembre 2019 in occasione del match vinto 2-0 contro il Radnički Niš ed il 15 febbraio 2020 ha segnato la sua prima rete a livello professionistico, aprendo le marcature nella trasferta vinta 2-0 contro il Čukarički.

## Statistiche
Statistiche aggiornate al 5 novembre 2020.

### Presenze e reti nei club
| Stagione        | Squadra           | Campionato      | Campionato | Campionato | Coppe nazionali | Coppe nazionali | Coppe nazionali | Coppe continentali | Coppe continentali | Coppe continentali | Altre coppe | Altre coppe | Altre coppe | Totale | Totale | Totale |
| Stagione        | Squadra           | Comp            | Pres       | Reti       | Comp            | Pres            | Reti            | Comp               | Pres               | Reti               | Comp        | Pres        | Reti        | Pres   | Reti   |        |
| --------------- | ----------------- | --------------- | ---------- | ---------- | --------------- | --------------- | --------------- | ------------------ | ------------------ | ------------------ | ----------- | ----------- | ----------- | ------ | ------ | ------ |
| 2016-2017       | OFK Belgrado      | SL              | 5          | 0          | CS              | 1               | 0               |                    | -                  | -                  |             | -           | -           | 6      | 0      |        |
| 2016-2017       | Grafičar Belgrado | SL              | 37         | 12         | CS              | 0               | 0               |                    | -                  | -                  |             | -           | -           | 37     | 12     |        |
| 2019-2020       | Stella Rossa      | SL              | 11         | 1          | CS              | 1               | 0               |                    | -                  | -                  |             | -           | -           | 12     | 1      |        |
| 2020-2021       | Stella Rossa      | SL              | 12         | 3          | CS              | 0               | 0               | UCL+UEL            | 1+3                | 0                  |             | -           | -           | 12     | 3      |        |
| Totale carriera | Totale carriera   | Totale carriera | 65         | 16         |                 | 2               | 0               |                    | 4                  | 0                  |             | -           | -           | 71     | 16     |        |

## Palmarès

### Club

#### Competizioni nazionali
- Campionato serbo: 6

Stella Rossa: 2017-2018, 2018-2019, 2019-2020, 2020-2021, 2021-2022, 2022-2023
- Coppa di Serbia: 3

Stella Rossa: 2020-2021, 2021-2022, 2022-2023
- Supercoppa di Cipro: 1

Arīs Limassol: 2023